# Protomycopsis purpureotingens
Protomycopsis purpureotingens är en svampart som först beskrevs av George Edward Massee, och fick sitt nu gällande namn av Ramsb. 1916. Protomycopsis purpureotingens ingår i släktet Protomycopsis och familjen Protomycetaceae.   Inga underarter finns listade i Catalogue of Life.